# Єпархія Лариса
Єпархія Лариса (лат. Archidioecesis Larissensis in Thessalia) - закритий престолом і титул католицької церкви.

## Історія
Лариса — стародавня столична резиденція римської провінції Фессалія в Греції, спочатку залежна від Римського патріархату, а з VIII століття підпорядкована Константинопольському патріархату.
Християнство швидко проникло в Ларису, хоча її першим історично документованим єпископом є Клавдіан, який брав участь у Нікейському соборі 325 року. Грецький менолог згадує святого Ахіллея, який жив на початку IV століття, відомого своїми чудесами і якому був присвячений собор.
На початку V століття вже була створена церковна провінція Фессалія, про що свідчать акти Ефеського собору 431 року, в якому брав участь перший відомий митрополит Лариси Василій, який зайняв чітку позицію за Несторія і тому був звільнений.
У Notitia Episcopatuum, що приписується імператору Леву VI (початок Х століття ), 10 суфраганських єпархій приписуються Ларисі: Деметріада, Фарсало, Таумако, Цетоніо, Езеро, Лідорісіо, Трикка, Екіно, Калідро і Сталіго. У Notitia середини XII століття Ларисі приписують 28 суфраганів, у тому числі Кардіція та Скопело.
Після четвертого хрестового походу тут було зведено архієпископство латинського обряду, засноване Папою Інокентієм III. З цього місця відомі деякі анонімні архієпископи на початку XIII століття, згадуються в листуванні пап Інокентія III (1198-1216) та Гонорія III (1216-1227) . Один із них був призначений апостольським адміністратором Даулії та Фермопіл у 1222 році. У 1241 році латинська присутність у місті Лариса припинилася.
Тодішні провінціали приписували латинській архієпархії Лариси 6 суфаганських єпархій. З них три відомі сайти: Кардіціо, Деметріада і Таумако. Також згадуються: місцевість Назаротенсіс, можливо, єпархія Езеро; осідок Сідоненсіс, невідомий; і осідок Алмеренсіс, місце, пов'язане джерелами з єпархією Фів Фтіотіди.
З XIV століття Лариса входить до числа титульних архієпископських престолів Католицької Церкви; місце було вакантним з 9 березня 1980 року.
Лариса також є єпископством Грецької Православної Церкви з назвою митрополія Лариса і Тирнаво.

## Хронотаксис

### Грецькі архієпископи
- Святий Ахіллей †
- Клавдіан † (згадується в 325)
- Александр † (згадується 344)
- Василій † (згадується в 431)
- Вігіланціо † (до 449 - після 458)
- Прокл † (? - до 531 померлого)
- Стефан † (згадується в 531)
- Іоан I † (за часів Папи Григорія I)
- Костянтин † (згадується близько 865)
- Євфимій † (згадується 869)
- Василій † (згадується 879)
- Іоан II † (близько 960/970 - ? призначений архієпископом Сінади Фригії)

### Латинські архієпископи
- Анонім † (згадується між 1208 і 1210 рр.)
- Анонім † (згадується 1213 р.)
- Анонім † (згадується 1218 р.)
- B. † (згадується 14 жовтня 1222 р.)
- Анонім † (згадується 1224 р.)

### Титулярні архієпископи
- Петро † (? Помер)
- Філіп † (23 червня 1351 р. - ? помер)
- Микола † (6 квітня 1362 - 1374 помер)
- Джованні Фабрі, OFM † (13 вересня 1437 р . - ?)[7]
- Джованні Веннекер, OESA † (1458/1468)
- Веріболдо з Гейса, OFM † (10 грудня 1470 р. - ? помер)
- Джовані Меппенський, OESA † (помер 24 січня 1477 - 15 листопада 1496)
- Онорато Вісконті † (10 червня 1630 - 1652 помер)
- Антоніо Піньятеллі дель Растрелло † (14 жовтня 1652 - 4 травня 1671 номінований архієпископ, особистий титул, Лечче)
- Йоганн Гуго фон Орсбек † (12 грудня 1672 — 1 червня 1676 наступник архієпископа Тріра)
- Балдасаре Ченчі † (27 серпня 1691 - 11 листопада 1697 створений кардиналом)
- Франческо Аквавіва д'Арагона † (2 грудня 1697 — 17 травня 1706, призначений кардиналом)
- Джованні Баттіста Ангвісціола † (помер 25 червня 1706 - 1707)
- П'єр Луїджі Карафа † (27 березня 1713 — 15 листопада 1728 призначений кардиналом-пресвітером Сан-Лоренцо-ін-Панісперна)
- Трояно Аквавіва д'Арагона † (14 серпня 1730 - 17 листопада 1732 призначений кардиналом-пресвітером святих Квіріко і Джулітти)
- Джованні Саверіо ді Леоні † (помер 2 грудня 1733 — 5 березня 1735)
- Бернардо Фроілан Сааведра Санжурхо † (помер 27 лютого 1736 — 31 травня 1742)
- Педро Клементе де Аростегі † (30 липня 1742 - 16 вересня 1748 призначений архієпископ, особистий титул Осми)
- Бьяджо Паолі † (18 березня 1750 р . - ?)
- Франческо Саверио Пассарі † (помер 18 вересня 1786 - 4 червня 1808)
- Сальваторе Марія Каккамо, ОСА † (4 вересня 1815 - 21 травня 1827 помер)
- Франческо Каналі † (21 травня 1827 — 23 червня 1834 призначений кардиналом-пресвітером Сан-Клементе)
- Йосип Франьо ді Паола Новак † (22 червня 1843[8] - 13 червня 1844 помер)
- Франсуа-Марі-Бенжамін Рішар де ла Вернь † (5 липня 1875 — 8 липня 1886, наступник архієпископа Парижа)
- Жоао Ребелло Кардозу де Менезес † (помер 14 березня 1887 - 1890)
- Агостіно Часка, OSA† (1 червня 1891 — 22 червня 1899 призначений кардиналом-пресвітером Сан-Калісто)
- Діомед Анджело Рафаеле Дженнаро Фальконіо, OFMRef. † (30 вересня 1899 — 30 листопада 1911 призначений кардиналом-пресвітером Санта-Марія-ін-Ара Коелі)
- Карло Монтаньіні † (помер 31 березня 1913 — 24 жовтня 1913 )
- Антоніо Марія Грасселлі, OFMConv. † (30 грудня 1913 — 1 лютого 1919 помер)
- Феліпе (Бернардо де Хесус) Аргінцоніс і Астобіса, OCD † (18 грудня 1918 [9] - 5 травня 1933 помер)
- Доменіко Спольверіні † (22 травня 1933 — 19 липня 1939 помер)
- Хосе Орасіо Кампільо Інфанте † (помер 29 липня 1939 — 14 червня 1956)
- Антоніо Джордані † (3 серпня 1956 - 27 квітня 1960 помер)
- Джузеппе Мойолі † (помер 27 вересня 1960 - 9 березня 1980)

## Пов'язані елементи
- Митрополія Лариси і Тирнаво

## Зовнішні посилання
- (англ.) La sede titolare nel sito di www.catholic-hierarchy.org
- (англ.) La sede titolare nel sito di www.gcatholic.org